# Bit Corporation Bit 60
Bit Corporation BIT 60 (BIT 60) је кућни рачунар фирме Bit Corporation који је почео да се производи у Јужној Кореји током 1983. године.
Користио је MOS 6502 микропроцесорску јединицу а RAM меморија рачунара је имала капацитет од 2 kb до 32 kb. 

## Детаљни подаци
Детаљнији подаци о рачунару BIT 60 су дати у табели испод.
|                       | |
| [ 1 ]                 | |
| Произвођач            | |
| Тип                   | кућни рачунар                                                                                                  |
| Меморија              | 2 (до 32 ) |
| Поријекло             | Јужна Кореја                                                                                                   |
| Година                | 1983 |
| Тастатура             | QWERTY, тастатура са пуним помаком тастера (47 тастера) или chicklet тастатура (46 тастера), зависно од модела |
| Процесор              | 6502 |
| Фреквенција процесора | 1 |
| RAM                   | 2 (до 32 ) |
| ROM                   | 8 |
| Текст                 | 26 x 24 |
| Графика               | 196 x 156 |
| Боја                  | 128 боја |
| Звук                  | 2 канала |
| Димензије             | непознато |
| Портови               | |
| Оперативни систем     | |